# Tai nạn hạt nhân và phóng xạ

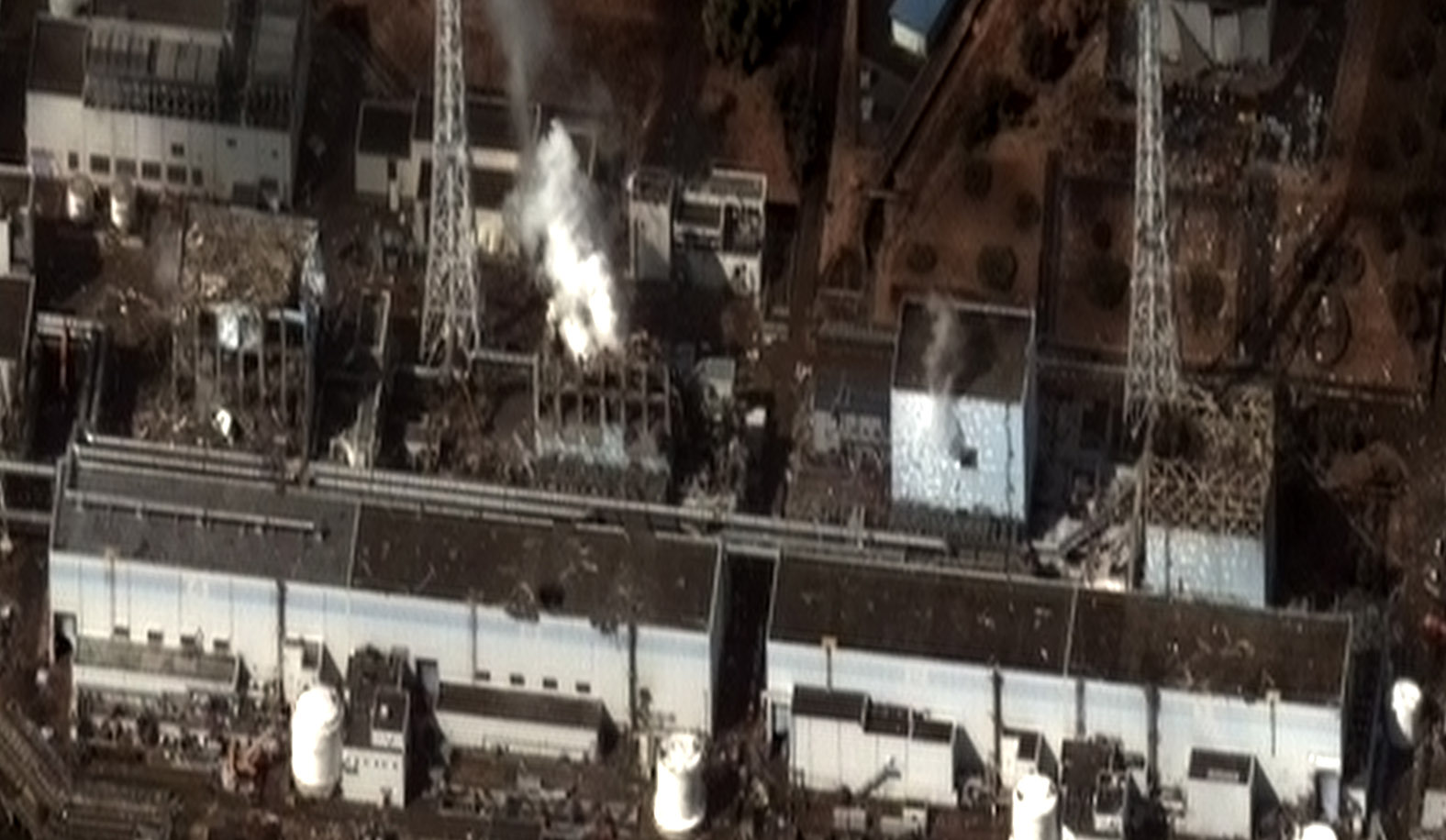
Sau thảm họa hạt nhân Fukushima (2011) của Nhật Bản, chính quyền nước này đã đóng cửa 54 nhà máy điện hạt nhân của quốc gia. Tính đến năm 2013, địa điểm Fukushima vẫn bị nhiễm phóng xạ, với khoảng 160.000 người di tản vẫn sống trong nhà ở tạm thời, mặc dù không có ai chết hoặc dự kiến sẽ chết vì ảnh hưởng của bức xạ. Công việc dọn dẹp khó khăn sẽ mất từ 40 năm trở lên và tiêu tốn hàng chục tỷ đô la.

Con đường từ ô nhiễm phóng xạ trong không khí đến con người

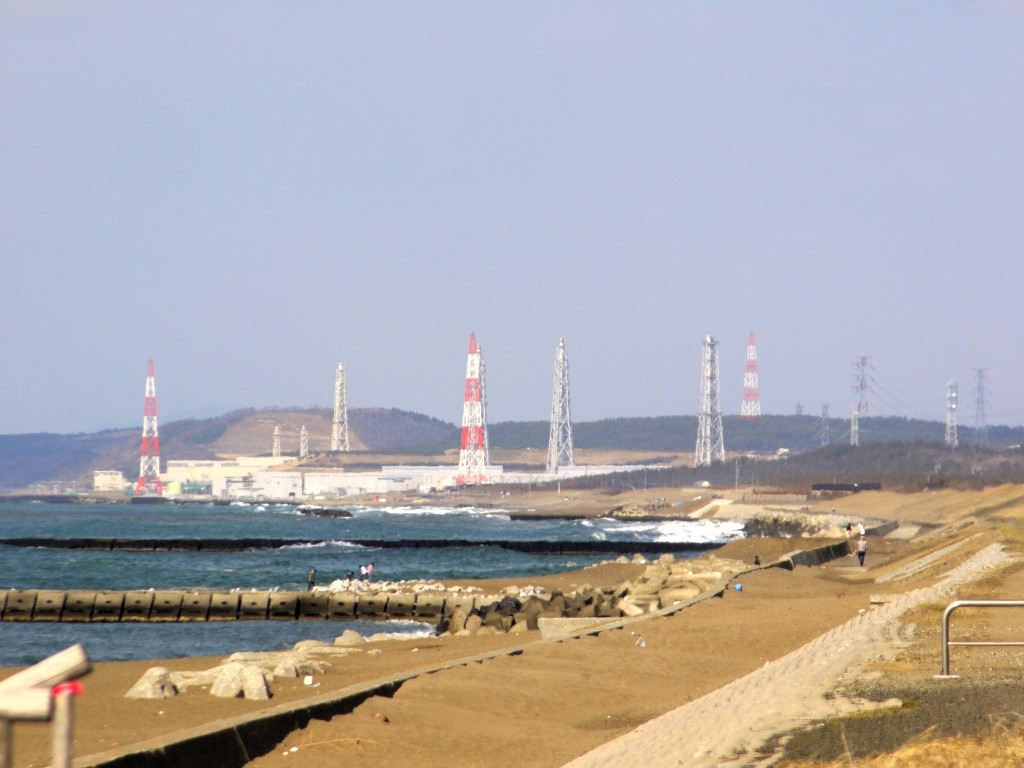
Nhà máy điện hạt nhân Kashiwazaki-Kariwa, nhà máy hạt nhân của Nhật Bản với 7 tổ máy, nhà máy điện hạt nhân lớn nhất thế giới, đã ngừng hoạt động hoàn toàn trong 21 tháng sau trận động đất năm 2007. Các hệ thống an toàn được cho là không bị ảnh hưởng bởi động đất.

Tai nạn hạt nhân và phóng xạ hay thảm họa hạt nhân được Cơ quan Năng lượng Nguyên tử Quốc tế (IAEA) định nghĩa là "một sự kiện dẫn đến hậu quả đáng kể cho con người, môi trường hoặc cơ sở". Các ví dụ bao gồm các tác động gây chết người đối với các cá nhân, đồng vị phóng xạ với môi trường hoặc tan chảy lõi lò phản ứng."  Ví dụ điển hình của "tai nạn hạt nhân lớn" là 1 tai nạn trong đó lõi lò phản ứng bị hư hại và 1 lượng lớn đồng vị phóng xạ được giải phóng ra ngoài, chẳng hạn như trong thảm họa Chernobyl (1986) ở Pripyat, Ukraina.
Tác động của các vụ tai nạn hạt nhân là 1 chủ đề tranh luận kể từ khi các lò phản ứng hạt nhân đầu tiên được xây dựng vào năm 1954, và là 1 yếu tố quan trọng trong mối quan tâm của công chúng về các cơ sở hạt nhân. Các biện pháp kỹ thuật để giảm nguy cơ tai nạn hoặc giảm thiểu lượng phóng xạ phát tán ra môi trường đã được áp dụng, tuy nhiên lỗi của con người vẫn còn và "đã có nhiều tai nạn với các tác động khác nhau cũng như các sự cố suýt xảy ra tai nạn và sự cố". Tính đến năm 2014, đã có hơn 100 vụ tai nạn hạt nhân nghiêm trọng và sự cố từ việc sử dụng năng lượng hạt nhân. 57 vụ tai nạn đã xảy ra kể từ thảm họa Chernobyl, và khoảng 60% tất cả các vụ tai nạn liên quan đến hạt nhân đã xảy ra ở Hoa Kỳ. Các vụ tai nạn nhà máy điện hạt nhân nghiêm trọng bao gồm thảm họa hạt nhân Fukushima Daiichi (2011) ở Fukushima, Nhật Bản; thảm họa Chernobyl (1986) ở Pripyat, Ukraina; tai nạn đảo Three Mile (1979) ở quận Dauphin, Pennsylvania, Hoa Kỳ và tai nạn SL-1 (1961). Tai nạn điện hạt nhân có thể liên quan đến tổn thất sinh mạng và chi phí tiền tệ lớn cho công tác khắc phục.
Các tai nạn về tàu ngầm chạy bằng năng lượng hạt nhân bao gồm tai nạn của K-19 (1961), K-11 (1965), K-27 (1968), K-140 (1968), K-429 (1970), K-222 (1980) và K-431 (1985) . Các sự cố / tai nạn phóng xạ nghiêm trọng bao gồm thảm họa Kyshtym (29/9/1957); hỏa hoạn Windscale, tai nạn xạ trị ở Costa Rica, tai nạn xạ trị ở Zaragoza, tai nạn phóng xạ ở Maroc, tai nạn Goiânia, tai nạn phóng xạ ở Thành phố México, tai nạn đơn vị xạ trị ở Thái Lan, và tai nạn phóng xạ Mayapuri ở Ấn Độ.
IAEA duy trì 1 trang web báo cáo các vụ tai nạn hạt nhân gần đây.